# A Gente Dá Certo
"A Gente Dá Certo" é uma canção da dupla brasileira Sandy & Junior, lançada como segundo single do nono álbum de estúdio da dupla, Sandy & Junior (2001). A canção foi escrita por Milton Guedes e traz versos que, segundo Sandy, fazem o ouvinte querer dançar. Sua sonoridade apresenta influências do pop e hip hop.
"A Gente Dá Certo" conseguiu ficar no Top 40 das rádios, mas não conseguiu alcançar o sucesso do primeiro single "O Amor Faz". A canção teve cinco videoclipes não-oficiais feitos para o seriado homônimo da dupla.

## Antecedentes, lançamento e composição
"A Gente Dá Certo" foi lançada nas rádios como segundo single do álbum, em 19 de novembro de 2001, mas em alguns lugares do Brasil, a canção não foi lançada oficialmente.[carece de fontes?] "A Gente Dá Certo" foi escrita por Milton Guedes e fala sobre quando um romance também dá margem a segundas intenções. "Vira pra lá/vira pra cá/fica por cima/vira de lado/ não fica de fora/ e corre pra dentro," dizem os versos. Para Sandy, "As pessoas interpretam o que quiserem, mas a letra só me faz lembrar da coreografia".

## Recepção
Para Rosário de Pompéia do JC Online, as faixas "Chuva de Prata", "A gente dá Certo" e "Cai a Chuva", "devem cair no gosto do público." Nas paradas de sucesso, "A Gente Dá Certo" estreou na parada do Hot 100 Brasil no dia 24 de novembro de 2001. Na quarta semana nas paradas, no dia 15 de dezembro, a canção alcançou o pico de número 36.

## Videoclipes

### Videolipes para o seriadoSandy & Junior
Assim como outras canções da carreira da dupla, videoclipes de "A Gente Dá Certo" foram gravados para o seriado homônimo da dupla, somando no total 5 versões. Na terceira temporada, tiveram dois clipes, um no episódio "Charada" e outro no episódio "Nada Será Como Antes". Já na quarta temporada, a canção encerrou os episódios "Quem é Vivo Sempre Aparece", "Artimanhas do Destino" e "O Retorno da Velha Dama Indigna". Uma das cinco versões do clipe também ficou disponível no DVD Sandy & Junior na TV - Os Melhores Clipes da Série, lançado em 2002.

## Divulgação e outras versões
Além dos videoclipes no seriado, que ajudaram a divulgar a canção, a dupla divulgou a canção no Planeta Xuxa, no Domingão do Faustão, além de ganhar uma versão ao vivo no álbum de vídeo Ao Vivo no Maracanã, lançado no final de 2002.
A dupla também cantou a canção nas turnês Sandy & Junior 2002, (que contava com elementos de "Billie Jean" de Michael Jackson), Identidade Tour (2004-2005), e num medley com as canções "Vamo Pulá!" e "Eu Acho que Pirei" na última turnê da dupla, a Acústico MTV (2007).[carece de fontes?]

## Performance nas tabelas musicais
| Top (2001)       | Melhor posição |
| ---------------- | -------------- |
| Brasil (Hot 100) | 36             |